# كنيسة الصعود (باتايسك)
كنيسة الصعود (صعود يسوع) (بالروسية: Храм Вознесения Господня)، هي كنيسة روسية أرثوذكسية تقع في باتايسك، روستوف أوبلاست، روسيا، تم تشييدها سنة 2006.

## تاريخ
بنيت كنيسة الصعود سنة 1872 في قرية كويسوغ (الآن تقع داخل أراضي مدينة باتايسك). اعتبارا من سنة 1910، كان للكنيسة مدرسة الأحد، نُزل، بيت الكاهن ومرافقه.
في عام 1930، تم إغلاق كنيسة الصعود ودمرت. ولم يتم الحفاظ إلا على الطبقة الأولى من برج الناقوس.
في عام 2006، اشترت الرعية أجراسا جديدة. تم الانتهاء من أعمال الترميم في عام 2006، وفي 5 سبتمبر من العام نفسه تم تكريس كنيسة الصعود.